# Condition Red
Condition Red (в переводе с англ. — «Состояние аффекта») — четвёртый студийный альбом немецкой пауэр-метал-группы Iron Savior, выпущенный 2 июня 2002 года. Песни из данного альбома продолжают научно-фантастический рассказ о корабле «Железный спаситель». Всего в него вошло двенадцать новых песен и два кавера. Это первый альбом группы без участия Кая Хансена.

## Список композиций
| №   | Название                                      | Автор(ы)                 | Длительность |
| --- | --------------------------------------------- | ------------------------ | ------------ |
| 1.  | «Titans of Our Time»                          | Пит Силк                 | 3:55         |
| 2.  | «Protector»                                   | Пит Силк                 | 4:37         |
| 3.  | «Ironbound»                                   | Пит Силк                 | 5:23         |
| 4.  | «Condition Red»                               | Пит Силк                 | 5:00         |
| 5.  | «Warrior»                                     | Пит Силк                 | 4:50         |
| 6.  | «Mindfeeder»                                  | Пит Силк                 | 4:47         |
| 7.  | «Walls of Fire»                               | Пит Силк                 | 4:23         |
| 8.  | «Tales of the Bold»                           | Пит Силк                 | 5:33         |
| 9.  | «I Will Be There» (ограниченный бонус-трек)   | Пит Силк                 | 5:51         |
| 10. | «No Heroes»                                   | Пит Силк, Йоахим Кестнер | 4:16         |
| 11. | «Paradise»                                    | Пит Силк                 | 5:50         |
| 12. | «Thunderbird»                                 | Пит Силк                 | 7:28         |
| 13. | «Crazy» (ограниченный бонус-трек; кавер Seal) | Seal, Гай Сигсвортх      | 5:11         |

| №                   | Название                                     | Автор(ы)                                  | Длительность |
| ------------------- | -------------------------------------------- | ----------------------------------------- | ------------ |
| 14.                 | «Living After Midnight» (кавер Judas Priest) | Гленн Типтон, Роб Хэлфорд, Кеннет Даунинг | 3:19         |
| Общая длительность: | Общая длительность:                          | Общая длительность:                       | 70:23        |

## Участники записи

### Iron Savior
- Пит Силк — вокал, гитара, бэк-вокал
- Йоахим Кестнер — гитара, бэк-вокал
- Андреас Кук — электронная клавиатура, бэк-вокал
- Ян-Сорен Эккерт — бас, бэк-вокал
- Томас Нак — ударные

### Дополнительные музыканты
- Рольф Кёлер — бэк-вокал

### Производство
- Пит Силк — музыкальный продюсер, звукорежиссёр, сведение, мастеринг, дизайн обложки и буклета
- Мариса Якоби — графический дизайн
- Джо Киртчер — фотографии